# Campeonato Acreano 2013
In 2013 werd het 84ste Campeonato Acreano gespeeld voor clubs uit de Braziliaanse staat Acre. De competitie werd georganiseerd door de Federação de Futebol do Estado do Acre en werd gespeeld van 7 februari tot 26 mei. Omdat Independência zich vrijwillig uit de competitie had teruggetrokken werd de degradatie van Alto Acre van vorig seizoen ongedaan gemaakt. Plácido de Castro werd kampioen.

## Eerste fase
| Plaats | Club              | Wed. | W  | G | V  | Saldo | Ptn. |
| ------ | ----------------- | ---- | -- | - | -- | ----- | ---- |
| 1.     | Rio Branco        | 14   | 11 | 1 | 2  | 44:8  | 34   |
| 2.     | Atlético          | 14   | 9  | 3 | 2  | 24:13 | 30   |
| 3.     | Plácido de Castro | 14   | 9  | 1 | 4  | 24:14 | 28   |
| 4.     | Galvez            | 14   | 7  | 3 | 4  | 32:14 | 24   |
| 5.     | Juventus          | 14   | 6  | 1 | 7  | 32:30 | 19   |
| 6.     | Alto Acre         | 14   | 3  | 2 | 9  | 18:31 | 11   |
| 7.     | Andirá            | 14   | 2  | 3 | 9  | 14:39 | 9    |
| 8.     | Náuas             | 14   | 1  | 2 | 11 | 14:53 | 5    |

|  | Geplaatst voor tweede fase |

## Tweede fase
Indien beide clubs een wedstrijden wonnen werden er verlengingen gespeeld en strafschoppen genomen, score tussen haakjes weergegeven. 
|  | Halve finale      | Halve finale      | Halve finale |       |            | Finale | Finale | Finale |
|  |                   |                   |              |       |            |        |        |        |
|  | Galvez            | 1                 | 1            |       |            |        |        |        |
|  | Rio Branco        | 1                 | 5            |       |            |        |        |        |
|  | Rio Branco        | 1                 | 5            |       | Rio Branco | 2      | 0 (2)  |        |
|  |                   |                   |              |       | Rio Branco | 2      | 0 (2)  |        |
|  |                   | Plácido de Castro | 0            | 3 (3) |            |        |        |        |
|  | Plácido de Castro | Plácido de Castro | 0            | 3 (3) | 1          | 0      |        |        |
|  | Plácido de Castro |                   |              |       | 1          | 0      |        |        |
|  | Atlético          | 0                 | 0            |       |            |        |        |        |

### Kampioen
| Campeonato Acreano de 2013            |
| Acre                                  |
| ------------------------------------- |
| PLÁCIDO DE CASTRO Kampioen (1° titel) |